# Дворец Кузнецова
Дворец Кузнецова (дом, в котором работали А. М. Горький и Ф. И. Шаляпин) — особняк в классическом стиле, построенный чайным магнатом Александром Кузнецовым в Форосе. Является объектом культурного наследия России федерального значения и памятником культурного наследия Украины национального значения.

## История

### Форосский парк

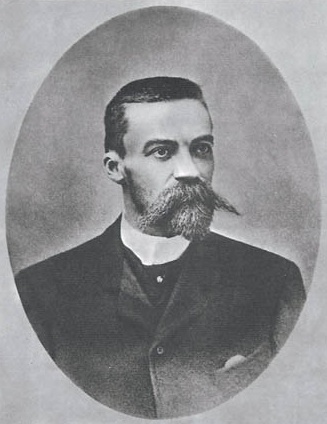
Александр Григорьевич Кузнецов

История дворца начинается в 1862 году, когда известный «чайный король» Александр Кузнецов приобрёл участок в Форосе, чтобы поселиться в городке со своей женой. Александр Григорьевич был внуком А. Губкина, который владел плантациями чая в Индии и на Цейлоне.
Парк обозначен на картах ещё с 1834 года. Кузнецов решил его перепланировать. В 1889 году в Форосском парке был построен уютный двухэтажный дворец в стиле русского классицизма. Предполагается, что проект был создан известным архитектором Карлом Эшлиманом.

### Строительство дворца
Интерьер дворца украшают мраморные лестницы, паркет работы итальянских мастеров, камины из каррарского мрамора. Дворец окружает широкая терраса, с которой открывается великолепный вид на парк, побережье, горы и море.
Усадьба Кузнецова была не только уютным местом для проживания и отдыха, активно развивалась хозяйственная деятельность собственника. Виноградник площадью 30 га Кузнецов заложил для производства вина, импортируемого за границу. Огромные винные погреба существуют до сих пор, но функционируют не по назначению.

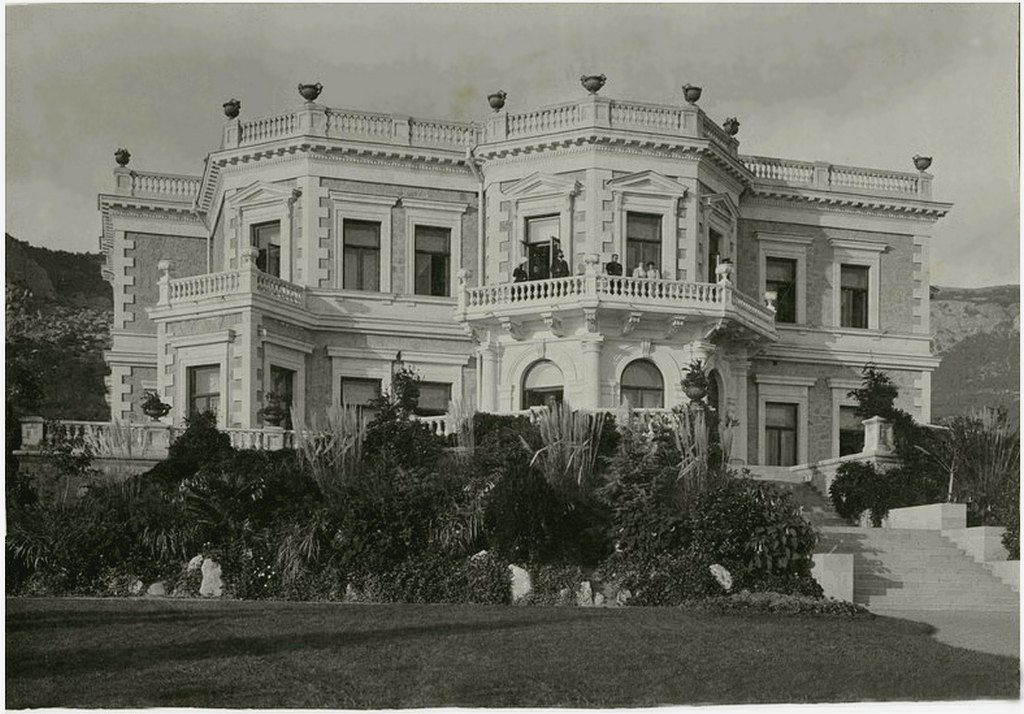
Вид дворца в 1890-е годы

На территории усадьбы находятся ещё два двухэтажных дома, в которых раньше были комнаты для управляющего имением, гостей и подсобные помещения.

### После Кузнецовых
После смерти Александра Кузнецова в 1895 году усадьбу унаследовал промышленник К. К. Ушков и его сын Г. К. Ушков. Они продолжали благоустройство имения и парка. Г. К. Ушков лично ездил за растениями в Америку и Африку, построил бассейны и систему водоснабжения парка, разбил огромный розарий.
Он стремился внедрить в имении последние достижения техники и сделать из Фороса фешенебельный курорт — построил казино, кегельбаны, теннисные корты и даже ипподром с конюшнями. Планировал он и сооружение электрической железной дороги из Севастополя до Ялты со станцией Форос. Однако, проектирование остановила Октябрьская революция.
В доме в 1916 году писатель Алексей Горький и певец Федор Шаляпин шесть недель работали над автобиографической книгой о Шаляпине «Страницы из моей жизни».
В советское время особняк был преобразован в здравницу, на 1929 год здесь размещался санаторий Ленинградского текстильтреста. Во дворце сейчас размещена библиотека и конференц-зал санатория «Форос». Экскурсии проводятся по договорённости.
В 2013 году началась реставрация.

## Картинная галерея
Интерьер дворца украшают 15 больших пейзажных полотен на втором этаже. Картины были написаны художником Юлием Клевером и приклеены к сырой штукатурке в специальных нишах. Снять эти панно, не повредив, невозможно, это и помогло картинам сохраниться. На них изображены пейзажи России, ведь Александр Григорьевич болел и находился почти всё время в Крыму. Собрание оценивается в $3 млн.

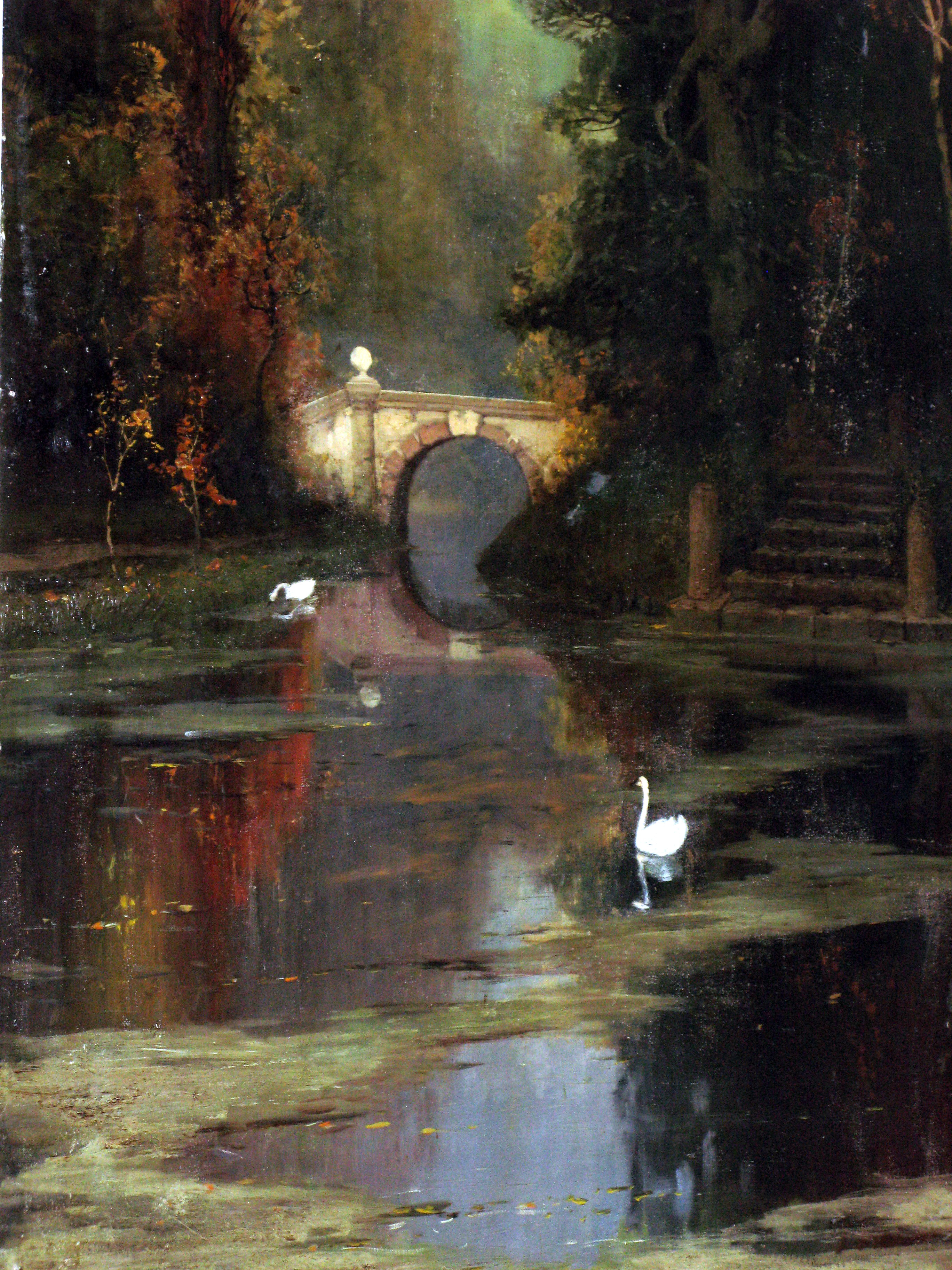
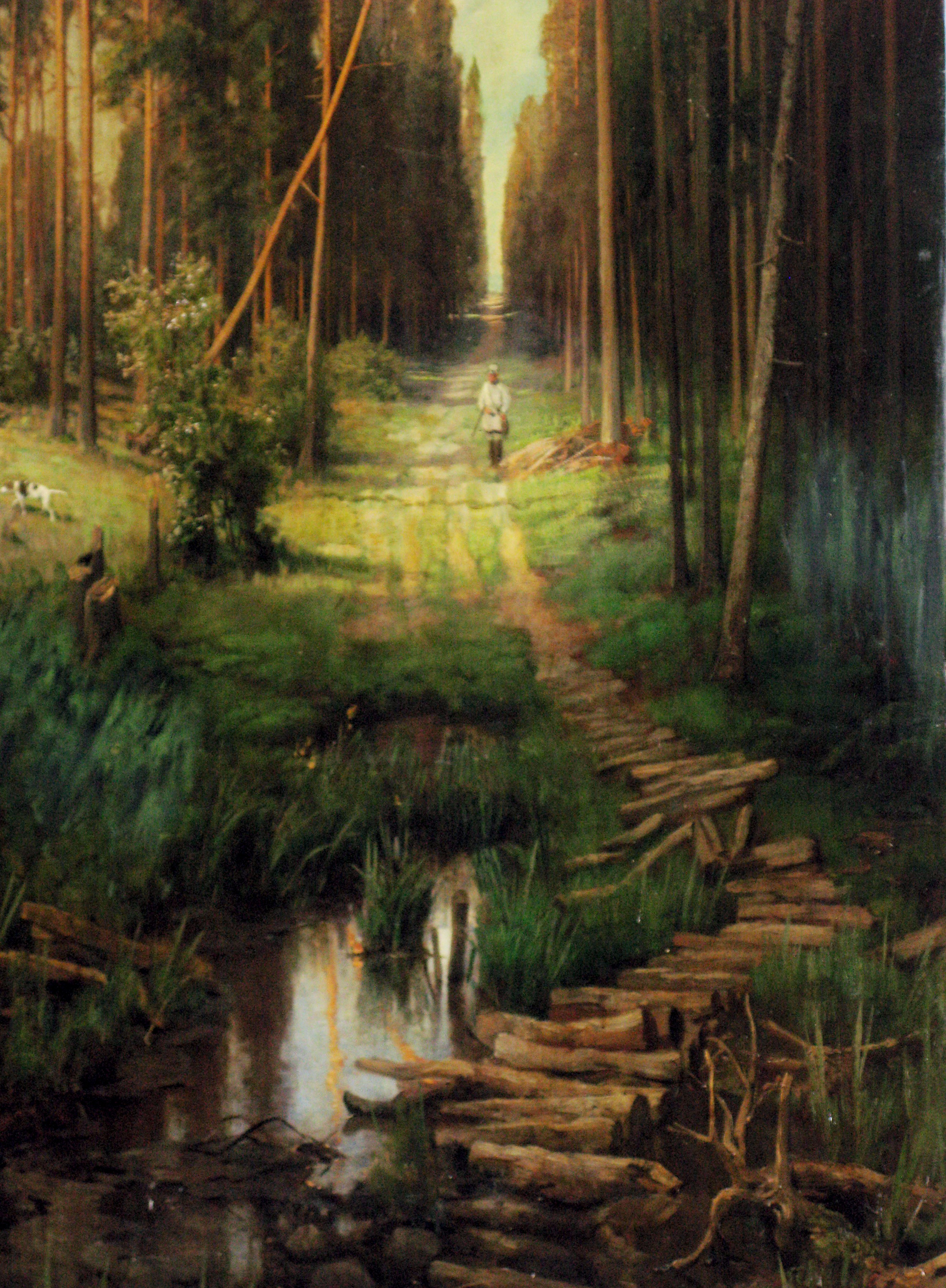
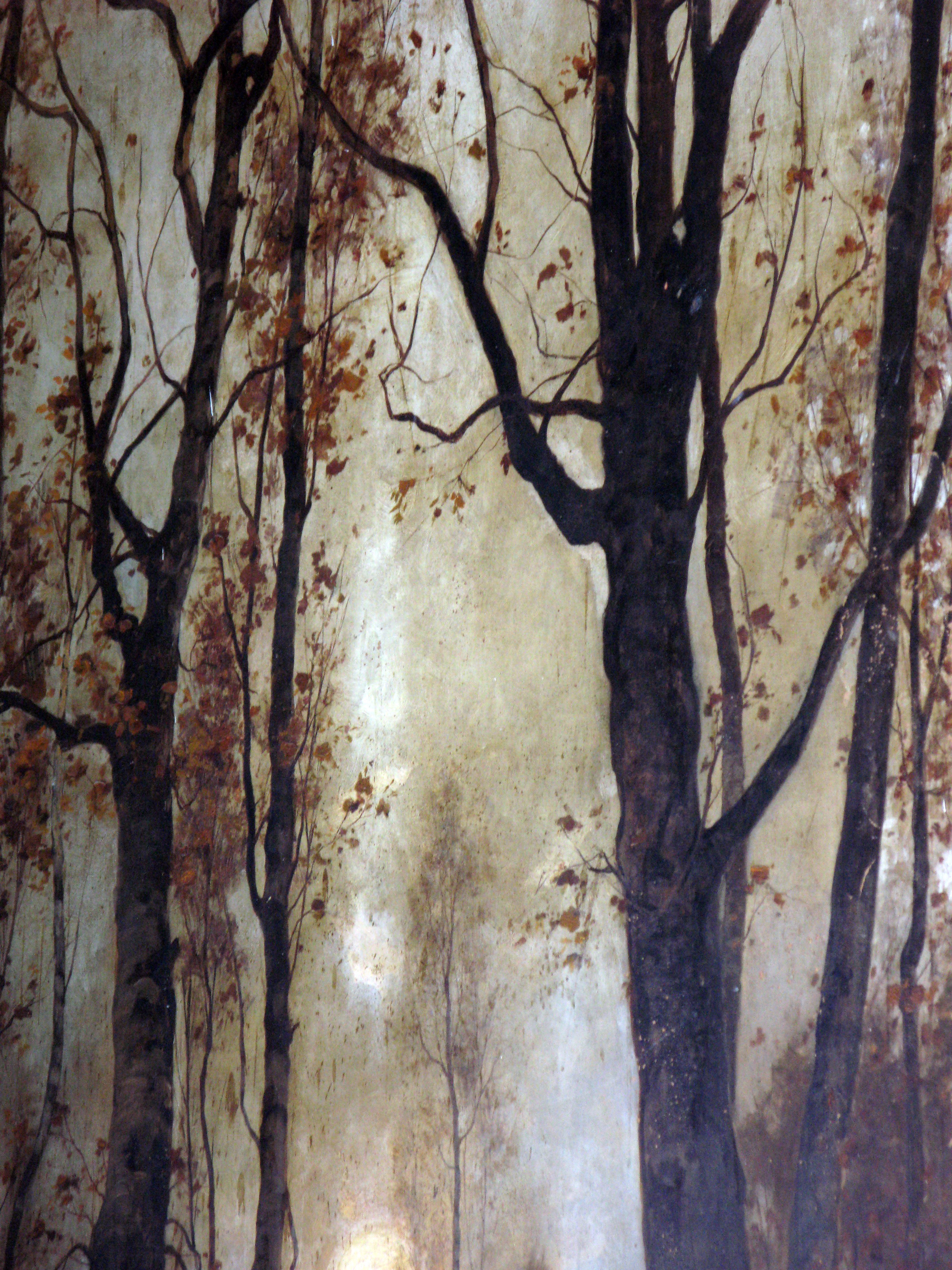
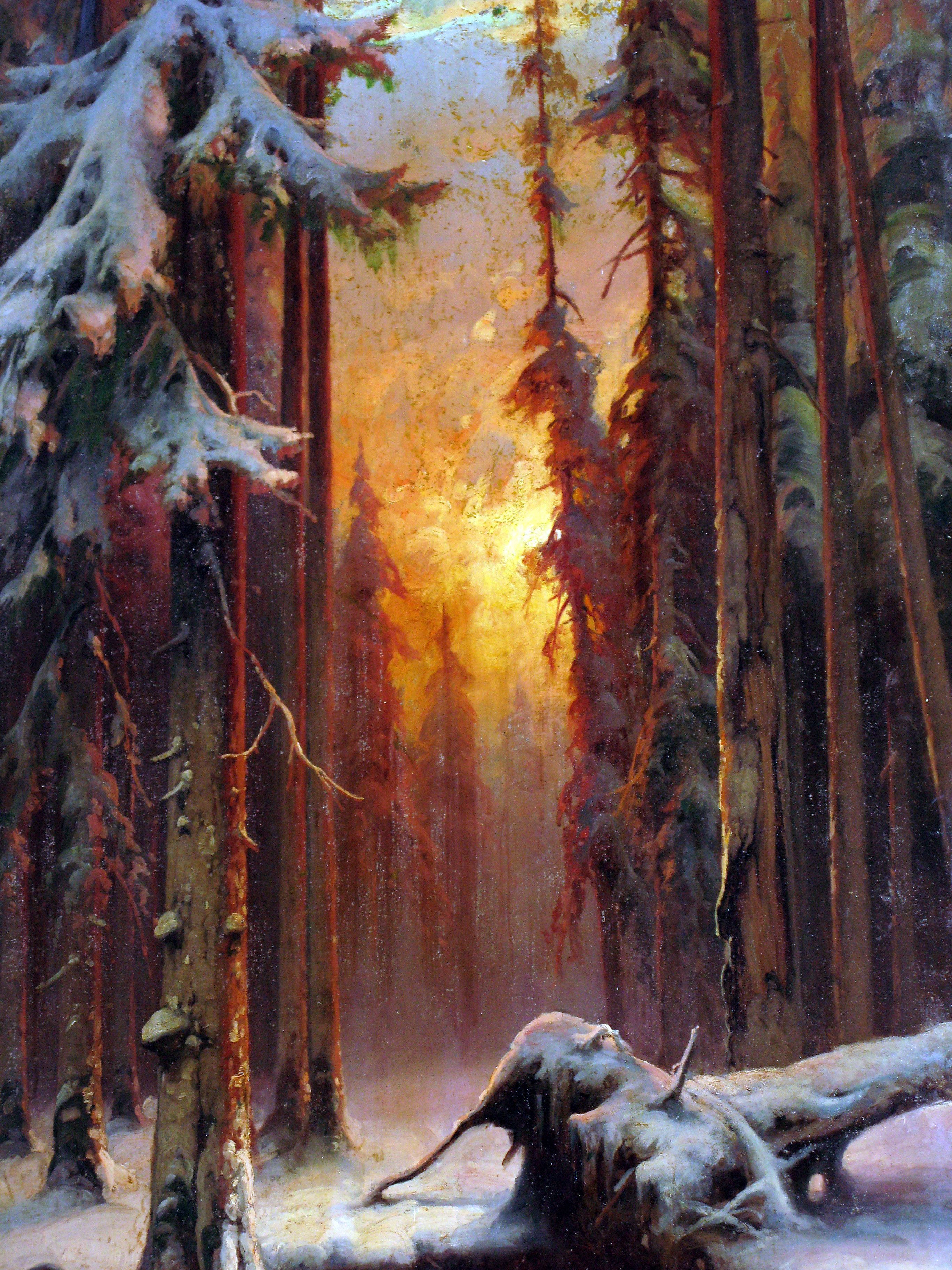
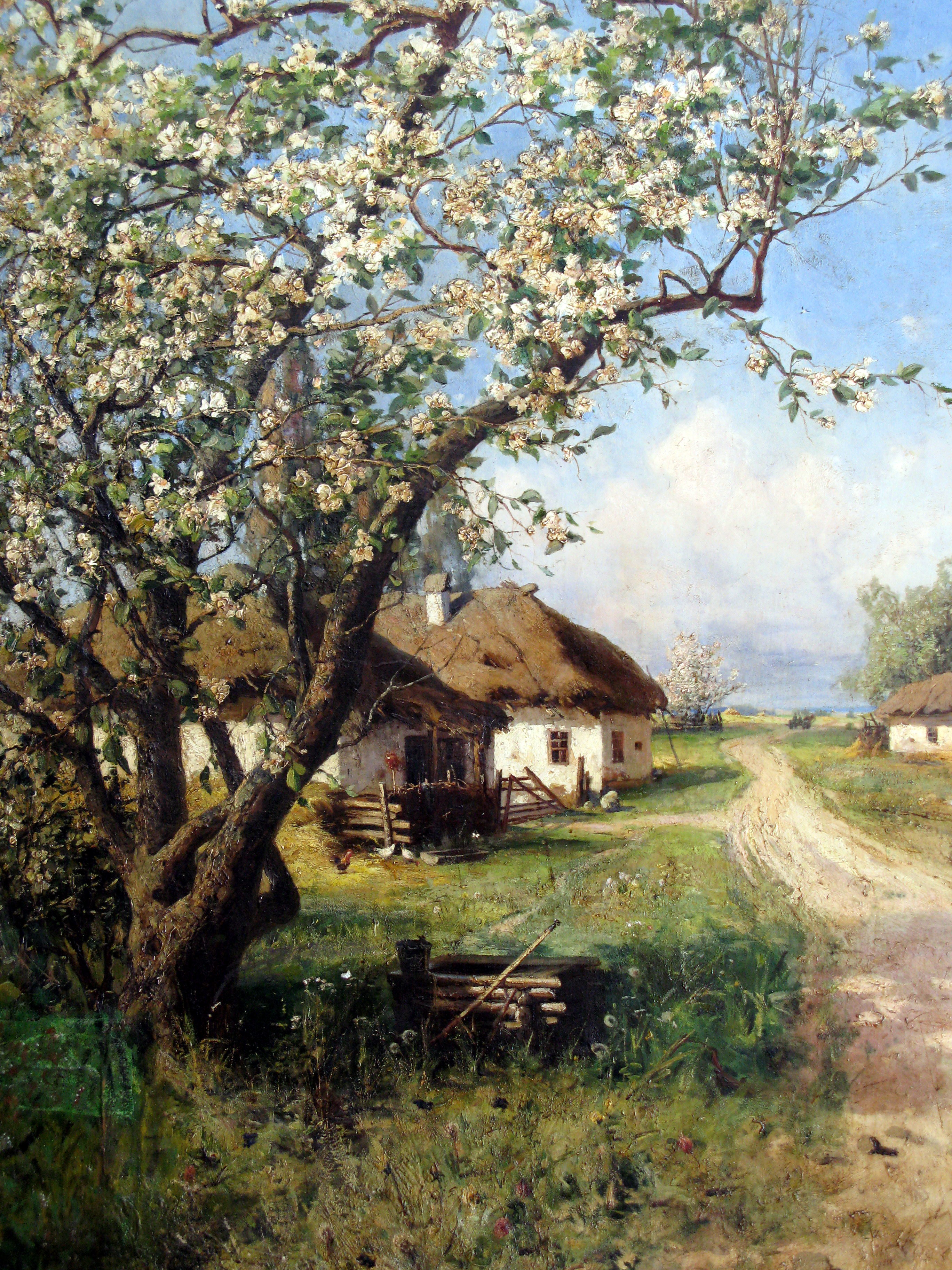
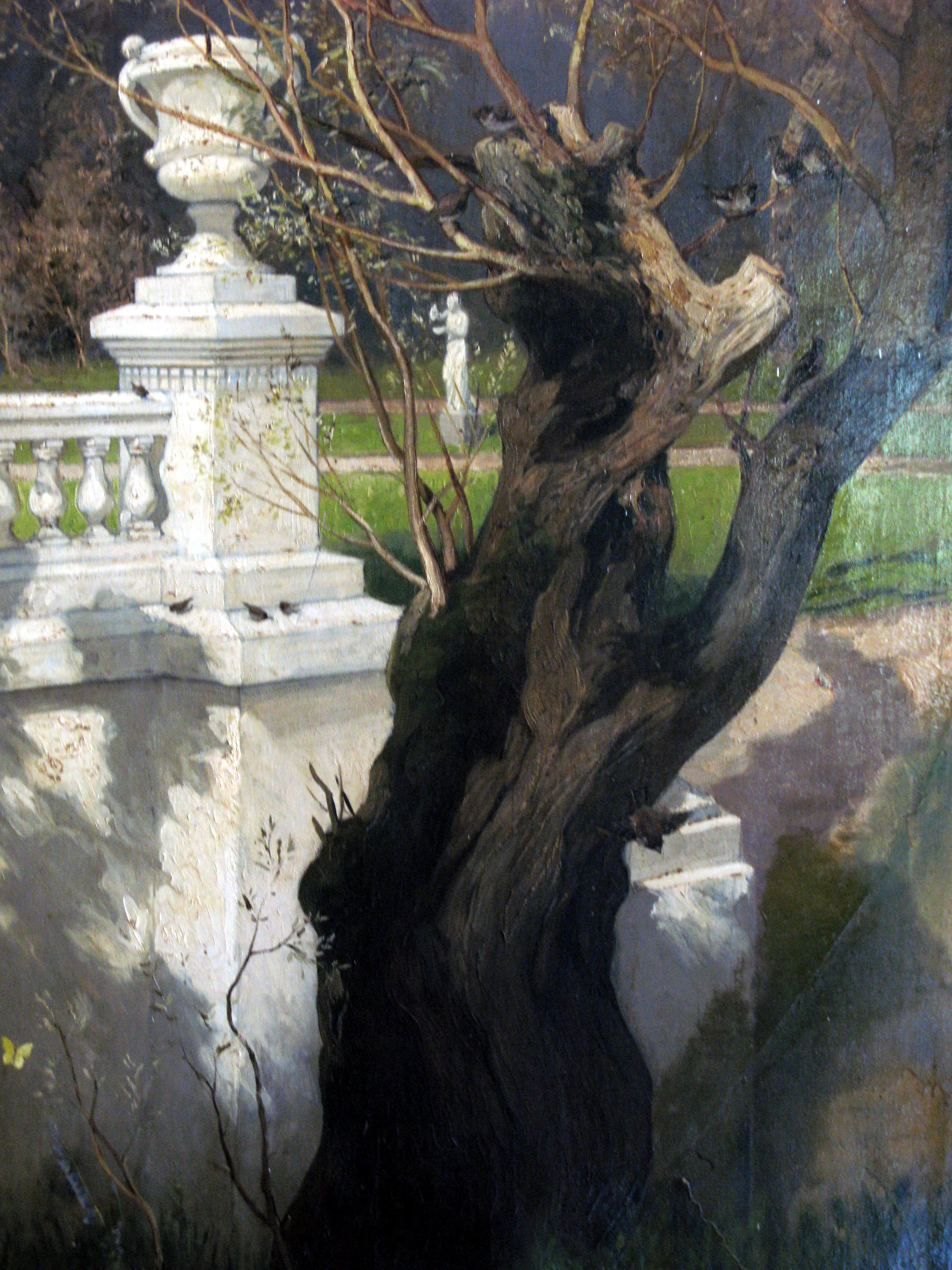
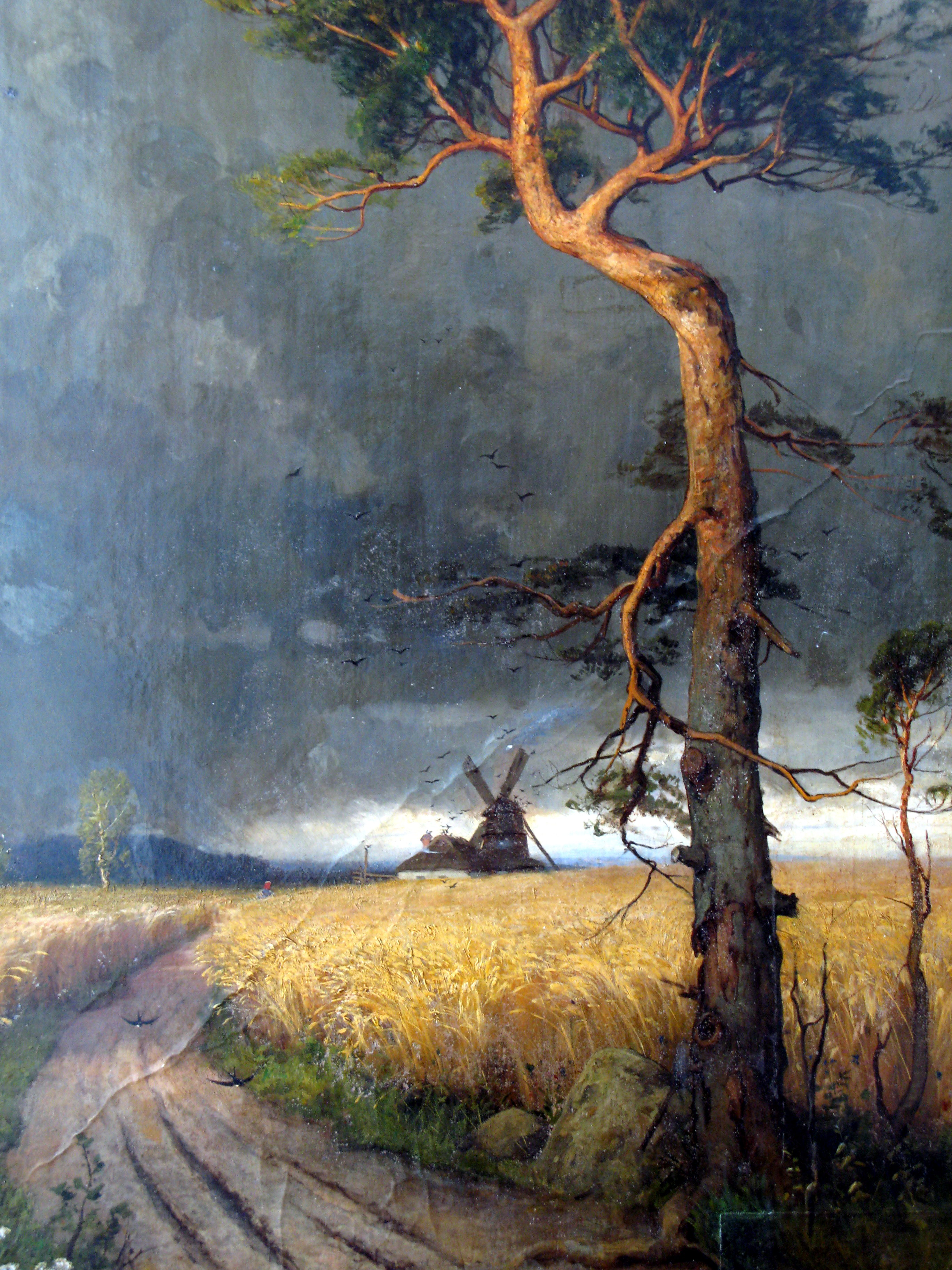
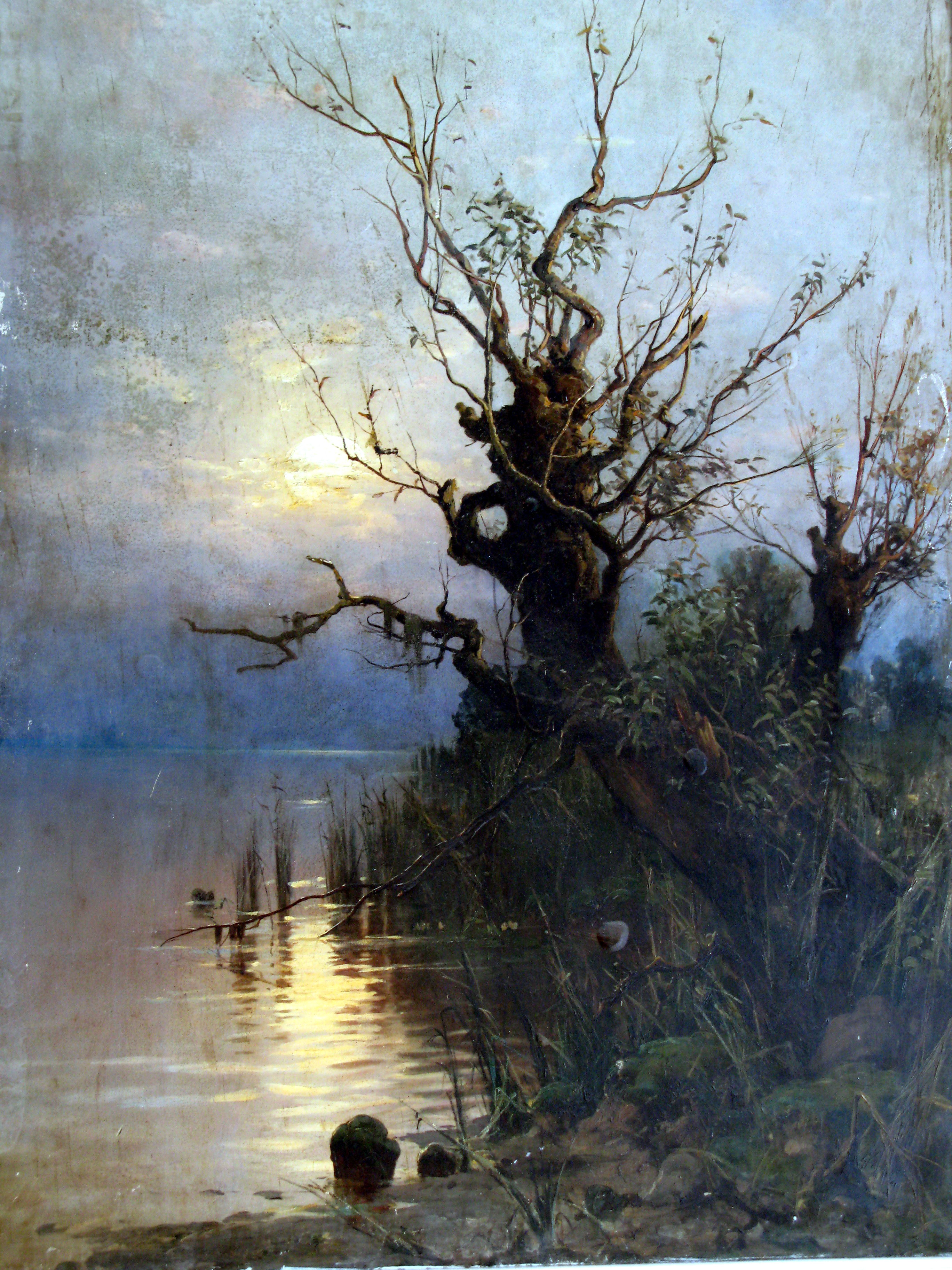
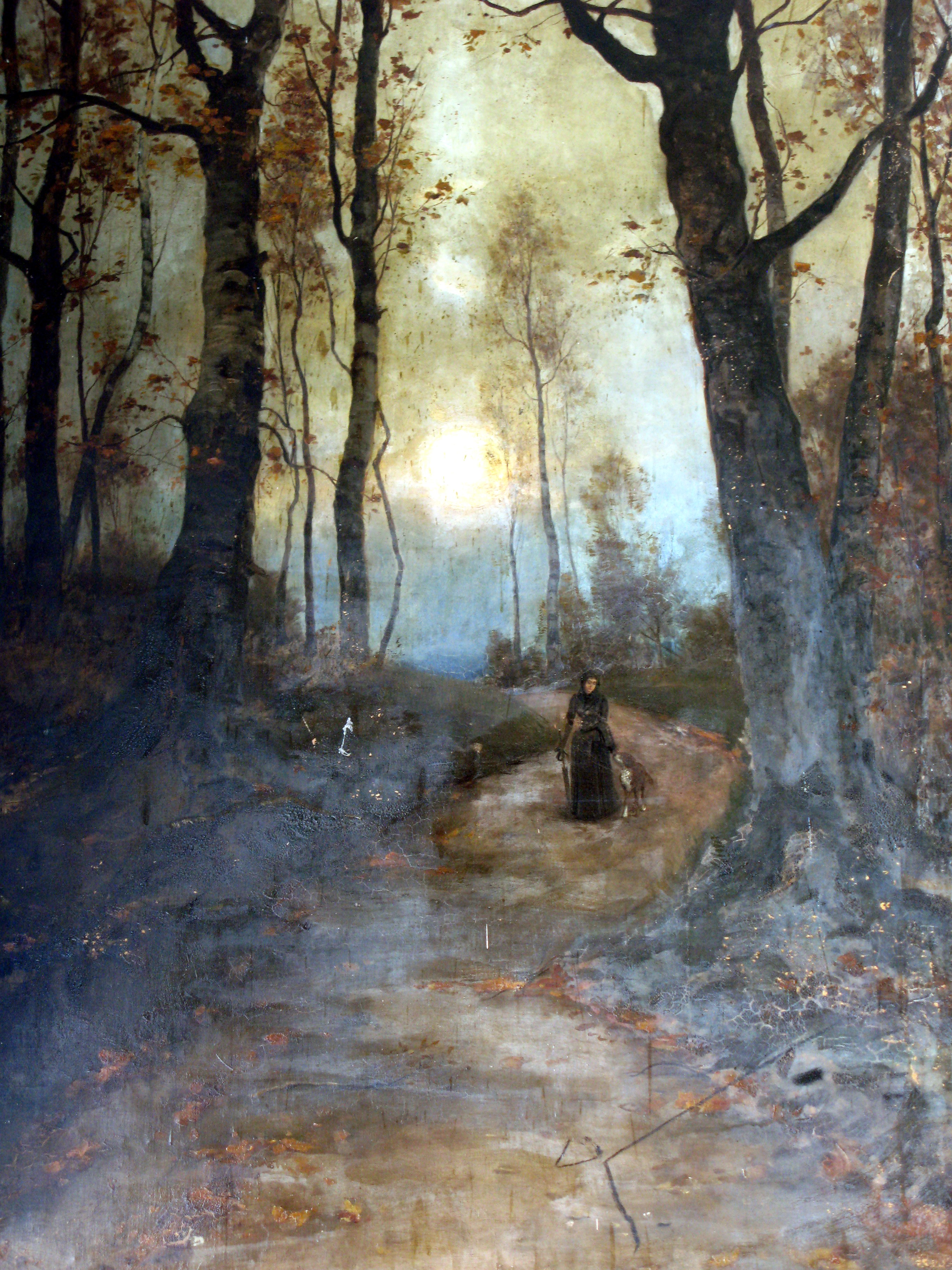
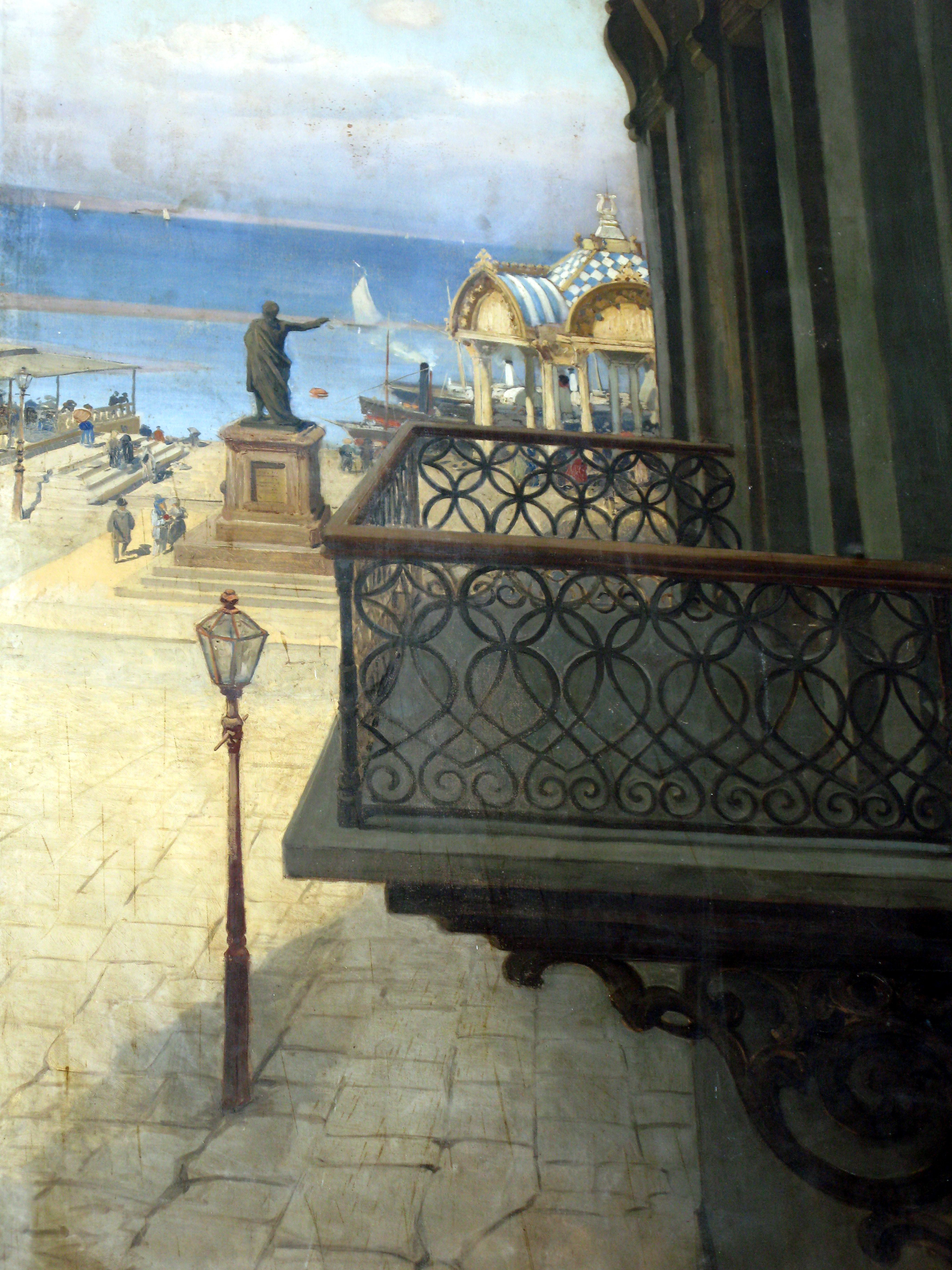

В начале XX века, помимо панно Клевера, особняк украшали полотна Маковского, Сверчкова, Орловского, Степанова, Риццони и других.